# Гайворон (Білоцерківський район)

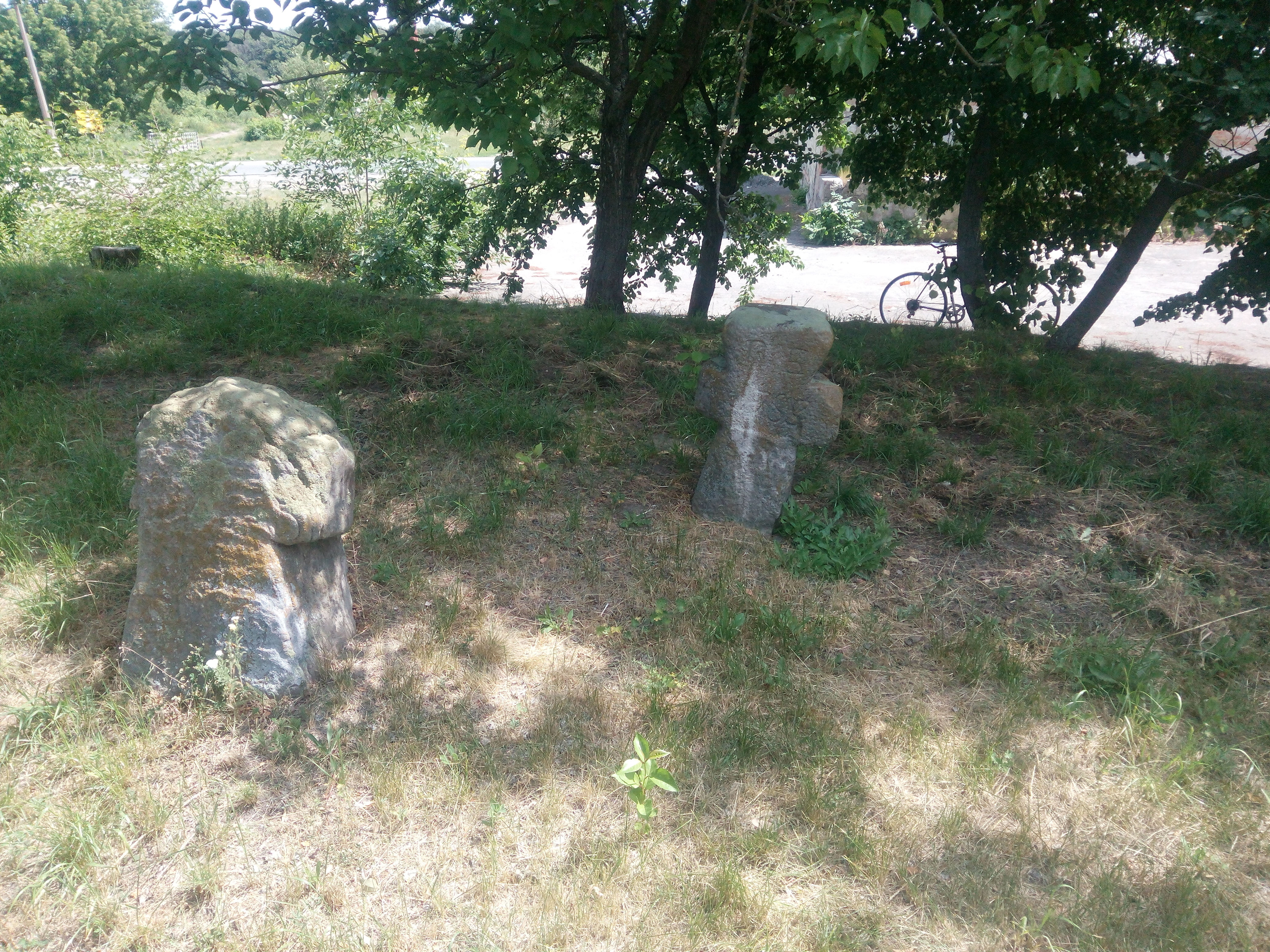

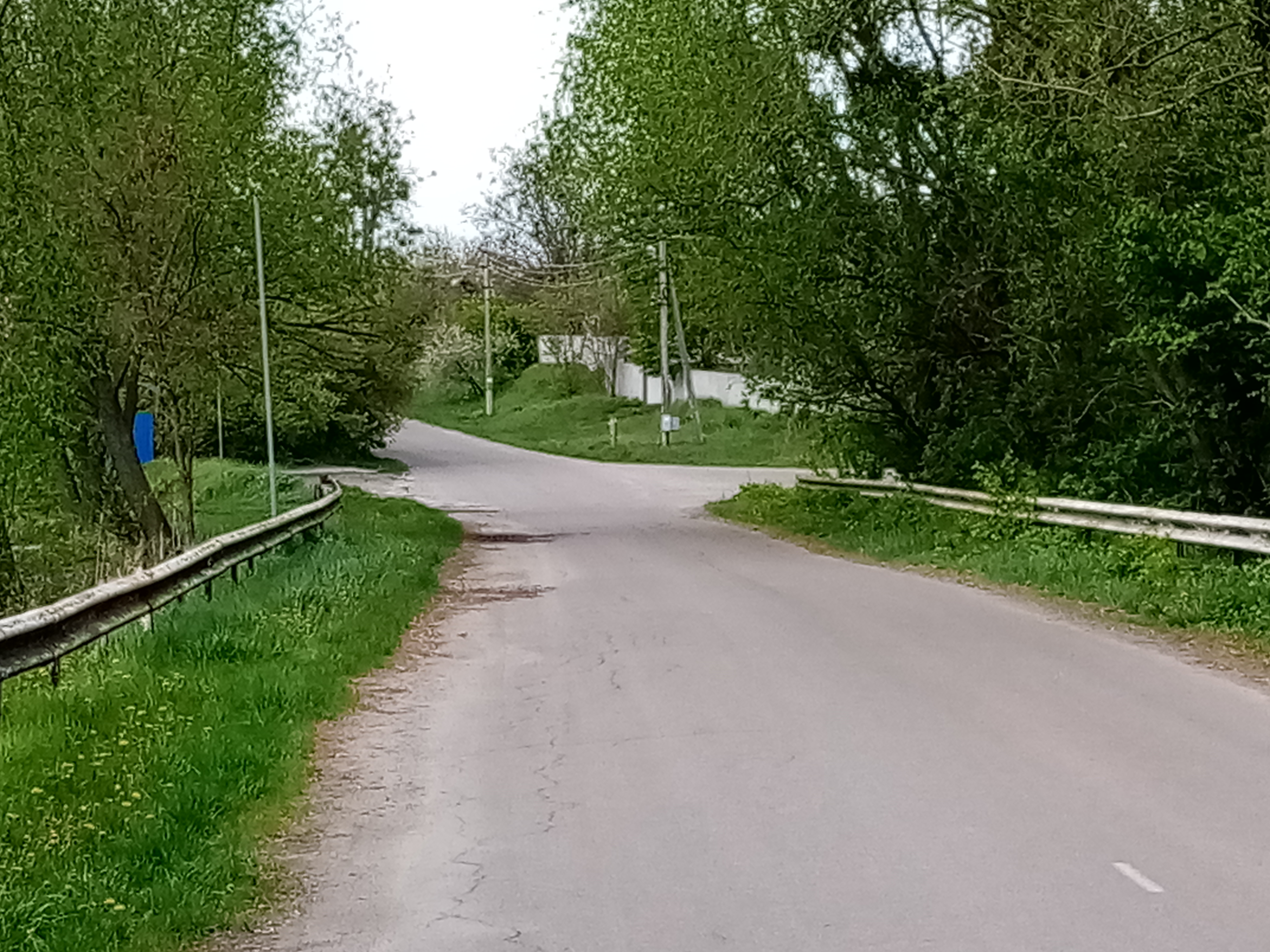

Га́йворон — село у Володарській селищній громаді Білоцерківського району Київської області. Засноване в 1590 році. Селом протікає річка Березнянка.

## Назва
Ймовірно, назва походить від великої кількості ворон (гайвороння).

## Історія
Перші архівні відомості про с. Гайворон містяться в Архіві Південно-Західної Русі з перепису від травня 1631 p., де вказується, що «с. Гайворон і навколишні села належали магнату Збаразькому, у селі було лише 4 хати, й платили податки з „дома“ по 3 злотих на один двір».
Архівних даних за XVIII ст. збереглося також мало, лише деякі про село Гайворон можна знайти в «Сказании о населенных местностях Киевской губернии за 1864 год». З цієї книги дізнаємося, що в XVIII ст. селянами с. Гайворон володіли польські поміщики.
Село Гайворон у 1799 р. належало М. Езерському. У селі було селян: чоловіків — 231, жінок — 219; шляхти: чоловіків — 33, жінок — 26. Тут були збудовані церква, млин. А вже в 1842 р. с. Гайворон у віданні поміщиці Ячевської.
"Географі́чний словни́к Королі́вства По́льського та інших слов'янських теренів" станом на 1882р. надає кількість православних 1111 чол, десятин землі 1148. Власність Ячурских (Jaczurskich)

### Сьогодення
Сьогодні у селі діють школа (навчально-виховний комплекс школа-дитячий садок), пошта, ФАП, агрофірма «Розволожжя», 4 магазини. Прокладено водогін, село газифіковане.

## Населення

### Мова
Розподіл населення за рідною мовою за даними перепису 2001 року:
| Мова       | Кількість | Відсоток |
| ---------- | --------- | -------- |
| українська | 484       | 98.37%   |
| російська  | 8         | 1.63%    |
| Усього     | 492       | 100%     |

## Уродженці
- Дерманський Олександр Степанович — український дитячий поет, прозаїк та казкар.
- Познанська Марія Авакумівна — українська радянська поетеса.
- Шинкарук Володимир Іларіонович — філософ-марксист, професор, дійсний член АН УРСР.